# Die Frau für 24 Stunden
Pour plus de détails, voir Fiche technique et Distribution.
Die Frau für 24 Stunden  est un film dramatique allemand coécrit et réalisé par Reinhold Schünzel et sorti en 1925. 

## Synopsis
Inconnu.

## Fiche technique
- Titre original : Die Frau für 24 Stunden
- Réalisation : Reinhold Schünzel
- Scénario : Alfred Schirokauer, Reinhold Schünzel, d'après un roman d'Alexander Engel
- Photographie : Emil Schünemann
- Montage :
- Pays de production : Allemagne  République de Weimar
- Langue originale : muet
- Format : noir et blanc
- Genre : dramatique
- Durée : 2 293 mètres
- Dates de sortie :
  - Allemagne : 24 novembre 1925

## Distribution
- Lotte Neumann : Olga
- Harry Liedtke : Graf Cola
- Kurt Vespermann : Emil Springer
- Hugo Werner-Kahle : von Daum
- Max Kronert : Botschafter
- Maria Kamradek : Käte Kurz
- Hadrian Maria Netto : Baron Korff
- Sig Arno : Gebrüder Schick (comme Siegfried Arno)
- Bruno Arno : Gebrüder Schick